# Вашингтон (Вермонт)
Вашингтон (англ. Washington) — місто (англ. town) в США, в окрузі Орандж штату Вермонт. Населення — 1032 особи (2020).

## Демографія
Згідно з переписом 2010 року, у місті мешкало 1039 осіб у 437 домогосподарствах у складі 317 родин. Було 570 помешкань
Расовий склад населення:
| - 97,7 % — білих - 0,4 % — чорних або афроамериканців - 0,3 % — корінних американців - 0,3 % — азіатів |

До двох чи більше рас належало 1,1 %. Частка іспаномовних становила 0,7 % від усіх жителів.
За віковим діапазоном населення розподілялося таким чином: 18,3 % — особи молодші 18 років, 69,6 % — особи у віці 18—64 років, 12,1 % — особи у віці 65 років та старші. Медіана віку мешканця становила 45,5 року. На 100 осіб жіночої статі у місті припадало 105,3 чоловіків;  на 100 жінок у віці від 18 років та старших — 104,6 чоловіків також старших 18 років.
Середній дохід на одне домашнє господарство  становив 69 554 долари США (медіана — 56 696), а середній дохід на одну сім'ю — 73 904 долари (медіана — 57 276). Медіана доходів становила 41 429 доларів для чоловіків та 34 044 долари для жінок. За межею бідності перебувало 10,3 % осіб, у тому числі 11,8 % дітей у віці до 18 років та 4,5 % осіб у віці 65 років та старших.
Цивільне працевлаштоване населення становило 608 осіб. Основні галузі зайнятості: освіта, охорона здоров'я та соціальна допомога — 23,0 %, роздрібна торгівля — 14,1 %, виробництво — 13,2 %.